# Yōjirō Takita
Yōjirō Takita (滝田 洋二郎, Takita Yōjirō) est un réalisateur japonais né le 4 décembre 1955.

## Biographie
Yōjirō Takita fait ses débuts chez la maison de production de pinku eiga Mukai Productions en 1974, en tant qu'assistant sur de nombreux films. Sept ans plus tard, il devient réalisateur avec le film Chikan onna kyoshi.
Il obtient l'Oscar du meilleur film en langue étrangère en 2009 pour le film Departures.
Il est membre du jury au 13e Festival international du film de Shanghai en 2010 et au 6e Festival international du film de Pékin en 2016.

## Filmographie

### Années 1980
- 1981 : Chikan onna kyōshi (痴漢女教師?)
- 1982 : Chikan densha: Motto tsuzukete (痴漢電車 もっと続けて?)
- 1982 : Kanno danchi: Uetsuki shitatsuki shigekitsuki (官能団地 上つき下つき刺激つき?)
- 1982 : Chikan densha: Man'in mame-sagashi (痴漢電車 満員豆さがし?)
- 1983 : Chikan densha: Rumiko no oshiri
- 1983 : Chikan densha: Keiko no hippu
- 1983 : Chikan densha: Momoe no oshiri
- 1983 : Renzoku bōkan
- 1984 : OL 24 ji: Bishōjo
- 1984 : Mahiru no kirisakima
- 1984 : Chikan hokenshitsu
- 1984 : Chikan densha: Shitagi kensatsu
- 1984 : Chikan densha: Chinchin hassha
- 1984 : Gubbai bōi
- 1984 : Chikan densha: Gokuhi honban
- 1985 : Zetsurin gal: Yaruki mun mun
- 1985 : Chikan densha: Seiko no oshiri
- 1985 : Momoiro shintai kensa
- 1985 : Chikan densha: Shanai de ippatsu
- 1985 : Chikan tsūkin-basu
- 1985 : Chikan densha: Ato oku made 1cm
- 1986 :  Comic Magazine (コミック雑誌なんかいらない！, Komikku zasshi nanka iranai!?)
- 1986 : Hamidashi school mizugi
- 1986 : Chikan takuhaibin
- 1986 : Cinq Secondes avant l'extase (タイム・アバンチュール 絶頂５秒前, Taimu abanchūru: Zecchō 5-byō mae?)
- 1987 : Itoshino Half Moon (愛しのハーフ・ムーン, Itoshino hāfu mūn?)
- 1988 : La Famille Yen (木村家の人々, Kimurake no hitobito?)

### Années 1990
- 1990 : Byōin e ikō (病院へ行こう?)
- 1992 : Yamai wa kikara: Byōin e ikō 2 (病は気から 病院へ行こう２?)
- 1993 : Bokura wa minna ikiteiru (僕らはみんな生きている?)
- 1993 : Nemuranai machi: Shinjuku zame (眠らない街 新宿鮫?)
- 1994 : Nettai rakuen kurabu (熱帯楽園倶楽部?)
- 1997 : Sharan-Q no enka no hanamichi (シャ乱Ｑの演歌の花道?)
- 1999 : Ojuken (お受験?)
- 1999 : Himitsu (秘密?)

### Années 2000
- 2001 : The Yin-Yang Master (陰陽師, Onmyōji?)
- 2002 : When the Last Sword Is Drawn (壬生義士伝, Mibu gishi den?)
- 2003 : The Yin-Yang Master 2 (陰陽師II, Onmyōji II?)
- 2005 : Ashura-jō no hitomi (阿修羅城の瞳?)
- 2007 : The Battery (バッテリー, Batterī?)
- 2008 : Departures (おくりびと, Okuribito?)
- 2009 : Tsurikichi sanpei (釣りキチ三平?)

### Années 2010
- 2017 : The Last Recipe (ラストレシピ, Rasuto reshipi?)[4]
- 2018 : Kita no sakuramori (北の桜守?)

## Distinctions

### Récompenses
- 1984 : prix du meilleur film et du meilleur réalisateur au Zoom Up Film Festival
- 1985 : prix du meilleur film et du meilleur réalisateur au Zoom Up Film Festival
- 2002 : prix Narcisse du meilleur film pour The Yin-Yang Master (陰陽師, Onmyōji?) au Festival international du film fantastique de Neuchâtel[3]
- 2004 : prix du meilleur film pour When the Last Sword Is Drawn aux Japan Academy Prize[5]
- 2009 : prix Oscar du meilleur film en langue étrangère, pour Departures[2].
- 2014 : Médaille au ruban pourpre

### Nomination
- 2004 : prix du meilleur réalisateur pour When the Last Sword Is Drawn aux Japan Academy Prize[5]